# Robert Cecil (1563-1612)
Robert Cecil, graaf van Salisbury, (Westminster (Londen), 1 juni 1563 - 24 mei 1612) was een Engels staatsman en minister van Elizabeth I en Jacobus I.
Na zijn studies aan het St John's College werd hij in 1590, na de dood van Francis Walsingham, benoemd tot staatssecretaris. Tevens werd hij in 1598, na de dood van zijn vader William, de toonaangevende minister in Engeland. Jacobus I benoemde Cecil in 1603 tot Baron Cecil, in 1604 tot burggraaf van Cranborne en in 1605 tot graaf van Salisbury.
In 1605 vernam Cecil via een informant in een bewaard gebleven brief dat er een aanslag op handen was van Katholieken tegen het Parlement in Londen. Dit leidde tot de ontmaskering van het buskruitverraad, waarbij Guy Fawkes 36 vaten met buskruit bewaakte in de kelders onder het parlement. Dit wordt daar nu herdacht als Guy Fawkes Night.
Als kanselier van de Universiteit van Dublin en de Universiteit van Cambridge tussen 1601 en 1612 kon hij jong talent sponsoren zoals Richard Hakluyt, William Byrd, Orlando Gibbons en Thomas Robinson.